# 2010年日本APEC
2010年日本APEC（2010ねん にっぽんエイペック）は、アジア太平洋経済協力 (Asia-Pacific Economic Cooperation; APEC) に加盟する国と地域が参加して日本で行われる一連の会議のこと。首脳会議は2010年（平成22年）11月13日 - 14日に横浜市で開催された。首脳会議の開催地から、当会議を「横浜APEC」とも呼ぶ。
日本では1995年（平成7年）の大阪APEC以来の開催。

## 概要
会議の主な焦点は、前回の2009年シンガポールAPECにて合意したAPECの経済成長戦略の策定、および、「ボゴール目標」のうち先進国分の開かれた貿易・投資の達成度についてである。
6月に札幌市で行われた貿易担当大臣会合（MRT）では世界経済の成長持続に向け、保護主義回避の方針で一致した。また、停滞する世界貿易機関（WTO）の多角的貿易交渉（ドーハ・ラウンド）早期妥結を目指すことでも合意した。
また、同月福井市で開かれたエネルギー担当相会合（EMM）では、19日、域内での温室効果ガス排出削減や省エネ製品の普及などで協力することを盛り込んだ議長声明を採択した。同声明は「エネルギー安全保障に向けた低炭素化対策に関する福井宣言」と題される。声明ではAPECとして初めて、原子力発電所が温暖化対策に貢献することを認め、建設促進を盛り込んだ。11月に横浜市で開かれる首脳会議で打ち出すAPECの成長戦略に反映する。一方、原発推進を懸念する人々による集会や、デモ行進、シンポジウムも会場近くで行われ、約200人が参加した。
8月に大分県別府市で開かれた成長戦略ハイレベル会合では、環境対策と経済発展の両立や人材・起業家の育成など、2015年までの行動計画の素案を盛り込んだ議長声明を採択した。
9月に奈良市で開かれた観光大臣会合では、アジア太平洋地域における成長にとっての観光の重要性を確認。雇用創出や貧困克服、環境保全に向けて連携して観光振興を図ることを柱とした「奈良宣言」を採択した。
10月に岐阜市で開かれた中小企業相当相会合では、域内の成長戦略を実現するために中小企業の国際的な事業展開を支援することなどで合意した。
また、同月新潟市で開かれた食料安全保障担当大臣会合では、世界的な人口増加や異常気象などを背景に食料不足への懸念が強いことを受け、農産物の安定供給強化に向け協力することをうたった「新潟宣言」を採択した。
日本は11月に横浜市で開かれる首脳会議で「横浜目標」を策定することを目指していたが、同会議において首脳宣言「横浜ビジョン」が採択された（後節参照）。

## 日程
| 年     | 期間             | 会議名                                     | 都市   | 会場                                          |
| ------ | ---------------- | ------------------------------------------ | ------ | --------------------------------------------- |
| 2009年 | 12月9日 - 10日   | 2010年日本APECシンポジウム                 | 東京都 | ホテル日航東京                                |
| 2009年 | 12月11日         | 非公式高級実務者会合（ISOM）               | 東京都 |                                               |
| 2010年 | 2月22日 - 3月7日 | 第1回高級実務者会合（SOM1） および関連会合 | 広島市 | グランドプリンスホテル広島 広島国際会議場     |
| 2010年 | 4月20日 - 21日   | 特別高級実務者会合（特別SOM）              | 東京都 |                                               |
| 2010年 | 5月24日 - 6月4日 | 第2回高級実務者会合（SOM2） および関連会合 | 札幌市 | 札幌コンベンションセンター 札幌プリンスホテル |
| 2010年 | 6月5日 - 6日     | 貿易担当大臣会合（MRT）                    | 札幌市 | 札幌コンベンションセンター                    |
| 2010年 | 6月19日 - 20日   | エネルギー大臣会合（EMM）                  | 福井市 | ホテルフジタ福井                              |
| 2010年 | 8月7日 - 8日     | 成長戦略ハイレベル会合                     | 別府市 | ビーコンプラザ                                |
| 2010年 | 9月6日 - 9日     | 知的財産権専門家会合（IPEG）               | 仙台市 | 仙台国際センター                              |
| 2010年 | 9月15日 - 26日   | 第3回高級実務者会合（SOM3） および関連会合 | 仙台市 | ウェスティンホテル仙台                        |
| 2010年 | 9月22日 - 23日   | 観光大臣会合                               | 奈良市 | 奈良県新公会堂                                |
| 2010年 | 10月2日 - 3日    | 中小企業大臣会合（SMEMM）                  | 岐阜市 | 長良川国際会議場 岐阜都ホテル 他              |
| 2010年 | 10月16日 - 17日  | 食料安全保障担当大臣会合                   | 新潟市 | 朱鷺メッセ                                    |
| 2010年 | 10月30日 - 31日  | 電気通信・情報産業大臣会合（TELMIN）       | 名護市 | 万国津梁館                                    |
| 2010年 | 11月6日          | 財務大臣会合（FMM）                        | 京都市 | 国立京都国際会館                              |
| 2010年 | 11月7日 - 8日    | 最終高級実務者会合（CSOM）                 | 横浜市 | パシフィコ横浜                                |
| 2010年 | 11月10日 - 11日  | 第22回APEC閣僚会議（AMM）                  | 横浜市 | パシフィコ横浜                                |
| 2010年 | 11月13日 - 14日  | 首脳会議                                   | 横浜市 | パシフィコ横浜                                |

※ 上記の他、海洋関連大臣会合（議長：ペルー）がペルーで、人材養成大臣会合（議長：中国）が北京でそれぞれ開催予定。

## 首脳会議
11月に首脳会議が行われ、首脳宣言「横浜ビジョン〜ボゴール、そしてボゴールを超えて」が採択された。貿易、サービス、資本移動の障壁を減らし、域内を「緊密な共同体」にすることを目指すとした。
アジア太平洋自由貿易圏（FTAAP）の実現に向けて、ASEAN+3・ASEAN+6。環太平洋パートナーシップ協定（TPP）等といった地域的な取組を基礎として更に発展させていくことなどにより、包括的な自由貿易協定として追求されるべきことが合意された。
また、アジア太平洋地域における成長の質を高め、持続可能な成長を実現するため、APECとして初めての成長戦略が策定された。
APECの将来像としては、低炭素で環境に配慮した「強い共同体」、テロや感染症などを抑える「安全な共同体」も掲げた。
APECでは各国首脳が記念写真を撮影することが恒例になっていたが、2010年日本でのAPECでは民族衣装ではなくスーツを着ての記念撮影となった。ただし、民族衣装を着ないといけないという厳密な規則はない。

### 横浜首脳会議開催に伴う影響
この横浜APEC開催によるテロ対策のため、以下のイベント開催中止や娯楽施設の営業禁止措置もしくは自粛などの影響が出ている。
- 横浜国際女子マラソン…毎年11月に開催されるが、2010年大会を中止、翌年の2011年2月20日に代替開催
- 全日本高等学校吹奏楽大会in横浜…プロムナードコンサートを中止
- 湘南国際マラソン…毎年11月に開催されるが、2010年大会を中止、翌年の2011年1月23日に代替開催
- 氷川丸…11月12日-11月14日、営業自粛
- コスモクロック21…首脳会議開催期間中、警察により営業禁止
- 首都圏鉄道各社…ごみ箱・コインロッカーの使用の全面停止、みなとみらい線など一部路線では飲料の自動販売機の使用も停止。
- 羽田空港…ごみ箱・コインロッカーの全面停止に加え、全ての旅客ターミナルで、展望デッキの営業を停止